# Henrik Brandenborg
Henrik Brandenborg er en dansk fodboldtræner, der har stået i spidsen for Esbjerg fB og Vejle Boldklub. Desuden har Brandenborg gennem tyve år været DBU-instruktør på højeste plan samt ungdomstræner i Esbjerg fB.
Perioden i Vejle blev kort og spektakulær. Brandenborg bragte VB tilbage i oprykningsræset i 1. division med seks sejre på stribe, men efterfølgende løb holdet ind i fem nederlag i træk, hvilket sendte VB ud af kampen om oprykning. I alt blev det til 3 måneder i klubben med 13 kampe, 8 sejre og 5 nederlag som resultat.

## Trænerdata
- Esbjerg fB 1984 – 1986
- Vejle Boldklub 25. marts 2003 – 30. juni 2003